# Polens herrlandslag i handboll

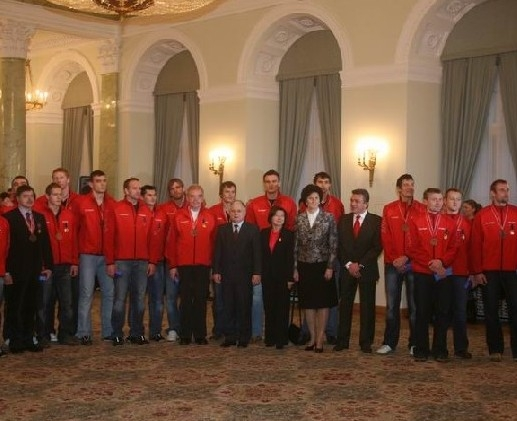
Polens landslag med landets president 2007, efter VM-silvret i Tyskland.

Polens herrlandslag i handboll representerar Polen i handboll på herrsidan. Vid OS 1976 i Montréal vann laget sin första mästerskapsmedalj, OS-brons. Lagets största framgång är silver vid VM 2007 i Tyskland. Laget var ett av de främst i världen under slutet av 2000-talet och början av 2010-talet.

## Meriter
| - 1938 i Nazityskland: Deltog ej - 1954 i Sverige: Deltog ej - 1958 i Östtyskland: 5:a - 1961 i Västtyskland: Deltog ej - 1964 i Tjeckoslovakien: Deltog ej - 1967 i Sverige: 12:a - 1970 i Frankrike: 14:e - 1974 i Östtyskland: 4:a - 1978 i Danmark: 6:a - 1982 i Västtyskland: Brons - 1986 i Schweiz: 14:e - 1990 i Tjeckoslovakien: 11:a - 1993 i Sverige: Ej kvalificerade - 1995 i Island: Ej kvalificerade - 1997 i Japan: Ej kvalificerade - 1999 i Egypten: Ej kvalificerade - 2001 i Frankrike: Ej kvalificerade - 2003 i Portugal: 10:a - 2005 i Tunisien: Ej kvalificerade - 2007 i Tyskland: Silver - 2009 i Kroatien: Brons - 2011 i Sverige: 8:a - 2013 i Spanien: 9:a - 2015 i Qatar: Brons - 2017 i Frankrike: 17:e - 2019 i Danmark och Tyskland: Ej kvalificerade - 2021 i Egypten: 13:e - 2023 i Polen och Sverige: 15:e | - 1994 i Portugal: Ej kvalificerade - 1996 i Spanien: Ej kvalificerade - 1998 i Italien: Ej kvalificerade - 2000 i Kroatien: Ej kvalificerade - 2002 i Sverige: 15:e - 2004 i Slovenien: 16:e - 2006 i Schweiz: 10:a - 2008 i Norge: 7:a - 2010 i Österrike: 4:a - 2012 i Serbien: 9:a - 2014 i Danmark: 6:a - 2016 i Polen: 7:a - 2018 i Kroatien: Ej kvalificerade - 2022 i Ungern och Slovakien: 12:e - 2024 i Tyskland: 16:e | - 1936 i Berlin: Deltog ej - 1972 i München: 10:a - 1976 i Montréal: Brons - 1980 i Moskva: 7:a - 1984 i Los Angeles: Deltog ej - 1988 i Seoul: Ej kvalificerade - 1992 i Barcelona: Ej kvalificerade - 1996 i Atlanta: Ej kvalificerade - 2000 i Sydney: Ej kvalificerade - 2004 i Aten: Ej kvalificerade - 2008 i Peking: 5:a - 2012 i London: Ej kvalificerade - 2016 i Rio de Janeiro: 4:a - 2020 i Tokyo: Ej kvalificerade |

## Spelare i urval
- Zdzisław Antczak
- Jacek Będzikowski
- Karol Bielecki
- Janusz Brzozowski
- Jan Gmyrek
- Mariusz Jurasik
- Bartosz Jurecki
- Michał Jurecki
- Mariusz Jurkiewicz
- Alfred Kałuziński
- Patryk Kuchczyński
- Jerzy Klempel
- Zygfryd Kuchta
- Krzysztof Lijewski
- Marcin Lijewski
- Jerzy Melcer
- Artur Siódmiak
- Andrzej Sokołowski
- Sławomir Szmal
- Andrzej Szymczak
- Grzegorz Tkaczyk
- Tomasz Tłuczyński
- Zbigniew Tłuczyński
- Daniel Waszkiewicz
- Bogdan Wenta
- Mieczysław Wojczak

## Förbundskaptener
- Walenty Kłyszejko
- Janusz Czerwiński (1967–1976)
- Stanisław Majorek
- Tadeusz Wadych
- Jacek Zglinicki (1978–1980 och 1994–1996)
- Jan Pełka
- Zygfryd Kuchta (1981–1984)
- Jerzy Eliasz
- Bogdan Kowalczyk
- Stefan Wrześniewski
- Zenon Łakomy (1986–1990)
- Michał Kaniowski (1990–1992)
- Krzysztof Kisiel
- Jerzy Klempel
- Bogdan Zajączkowski (2000–2004)
- Bogdan Wenta (2004–2012)
- Daniel Waszkiewicz och Damian Wleklak (2012)
- Michael Biegler (2012–2016)
- Talant Dujsjebajev (2016–2017)
- Piotr Przybecki (2017–2019)
- Patryk Rombel (2019–2023)
- Marcin Lijewski (2023–)